# Hotel-Pension Vier Jahreszeiten

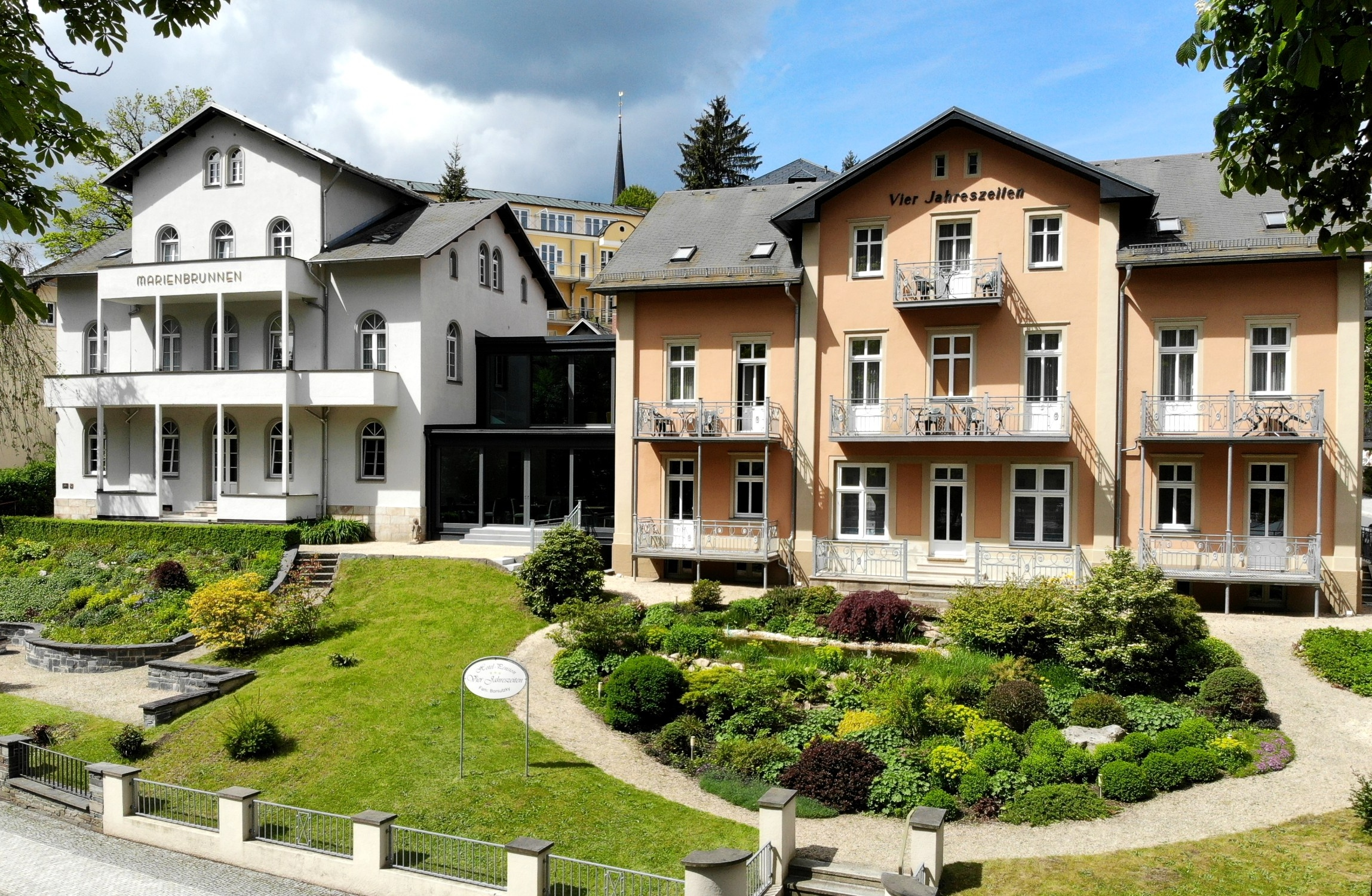
Hotel-Pension Vier Jahreszeiten mit den Häusern Marienbrunnen und Vier Jahreszeiten

Die Hotel-Pension Vier Jahreszeiten ist ein Beherbergungsbetrieb im Kurort Bad Elster. Der Betrieb ist in den zwei denkmalgeschützten, zum Gebäudekomplex vereinten Häusern Marienbrunnen und Vier Jahreszeiten untergebracht. Er liegt zentral an der Badstraße gegenüber vom Badeplatz und unweit des Albertbads der Sächsischen Staatsbäder GmbH. 

## Geschichte
1910 kaufte der Badearzt Karl Borsutzky die Villa Marienbrunnen. Ab 1926 führten die Geschwister Rita und Sanitätsrat Rudolf Borsutzky darin eine Pension. Von 1991 bis 2024 führte die Familie Heidi und Joachim Borsutzky den Betrieb. 1999 kaufte Familie Borsutzky das benachbarte Haus Vier Jahreszeiten und integrierte es in das Unternehmen. Im April 2024 trat Lisa Vollmer, Tochter der Familie Borsutzky und gelernte Hotelmanagerin, die Unternehmensnachfolge als Eigentümerin des Hotels an. Ihre Schwester Pia Borsutzky leitet die hoteleigene Physiotherapie.

## Erfolge und Klassifizierung
- 1994: Platz 5 im Wettbewerb „Schönstes Haus in Bad Elster“ für die Villa Marienbrunnen[7]
- Seit 2007: Auszeichnung mit dem Qualitätssiegel „Service-Qualität Sachsen“ des Landestourismusverbandes Sachsen[8]

Der Deutsche Hotel- und Gaststättenverband (DEHOGA) klassifiziert den Betrieb als 3-Sterne-Superior.